# Missulena pruinosa
Missulena pruinosa är en spindelart som beskrevs av Levitt-Gregg 1966. Missulena pruinosa ingår i släktet Missulena och familjen Actinopodidae. Inga underarter finns listade i Catalogue of Life.